# 愛知県道306号大浜港線
愛知県道306号大浜港線（あいちけんどう306ごう おおはまこうせん）は、愛知県碧南市内を通る一般県道である。

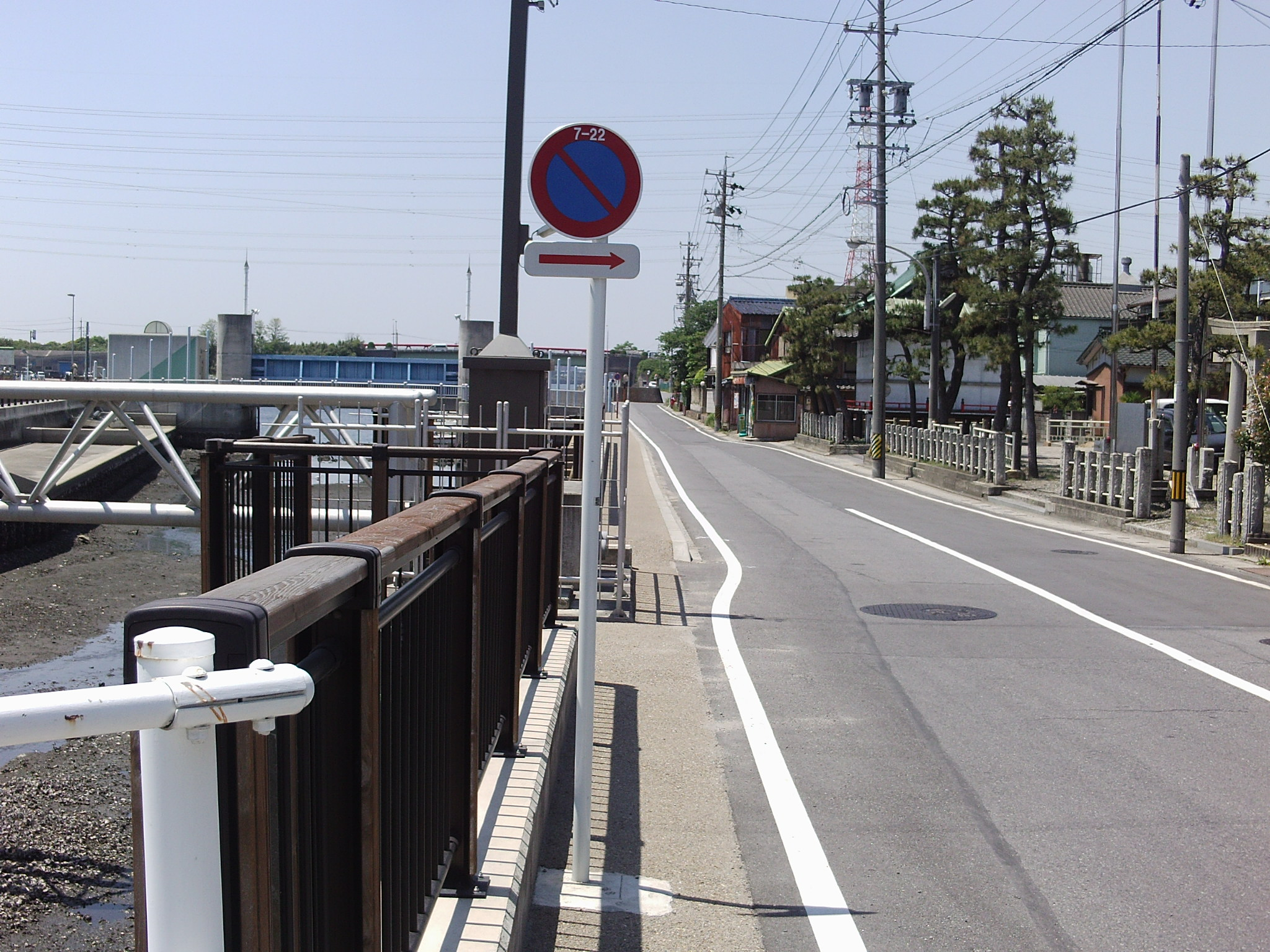
大浜港線の全景（突き当たりの堤防まで）。画像左手は大浜水門。その先に大浜漁港がある。

## 概要

### 路線データ
- 起点：大浜港（愛知県碧南市浜寺町）
- 終点：愛知県碧南市築山町
- 全長：約0.7km

## 沿革
- 1959年12月15日：認定

## 通過する自治体
- 愛知県
  - 碧南市

## 接続する道路
- 愛知県道43号岡崎碧南線（港橋北交差点）
- 愛知県道50号名古屋碧南線（港橋北交差点・大浜小学校北交差点間で重複）
- 国道247号（大浜小学校北交差点）

## 沿線周辺
- 碧南市臨海公園
- 三河水産工業
- 碧南大浜郵便局
- 清浄院
- 魚市場
- 称名寺
- 旧大浜警察署